# Frullania donnellii
Frullania donnellii là một loài Rêu trong họ Jubulaceae. Loài này được Austin mô tả khoa học đầu tiên năm 1879.